# Ferling Szonja
Ferling Szonja (Komló, 1984. szeptember 15. –), illusztrátor, grafikus. Tanulmányait a Pécsi Művészeti Szakközépiskolában, majd az ELTE Bölcsészettudományi Karán, magyar – informatika könyvtár szakos tanár szakon végezte. Az egyetem elvégzése után (2009 – 2011 között) a Pécsi Művészetek Háza munkatársa volt, majd grafikusként családi vállalkozásukban, a FERLING PR ügynökségnél dolgozott, 2017 óta szabadfoglalkozású grafikus. Legszívesebben tussal, akvarell festékkel és digitális technikával dolgozik.

## Kiállítások
- Varázslatos utazás – önálló kiállítás (Hosszúhetény, Hosszú Kávé, 2017. október)
- Mesébe burkolózva – önálló kiállítás (Pécs, Zarándok Galéria, 2019. június)
- Rajzok szeretettel – önálló kiállítás (Pécs, PKK Patacsi Művelődési Ház, 2019. október)
- Ferling Szonja illusztrációi – önálló kiállítás (Komló, Közösségek Háza, 2020. január 20. – február 29.)
- Nyár – Ferling Szonja kiállítása – önálló kiállítás (Pécs, Csorba Győző Könyvtár Várkonyi Nándor Fiókkönyvtár, 2020. augusztus 4. – szeptember 12.)
- Szívmelegítő – önálló kiállítás (Erdősmecske, Galéria Kultúrház Erdősmecske, 2020. szeptember 18. – október 10.)

## Könyvek
- A város arca, pécsi portrék – Konrád György beszélgetései – könyvborító (Művészetek és irodalom Háza, Pécs, 2011.)
- Ungvári Bélyácz Betti: Fedezzük fel együtt a betont –Cembi és Mixi kalandjai – illusztrációk (Magyar Cement-, Beton- és Mészipari Szövetség, Magyar Betonelemgyártó Szövetség, 2016.)
- Mesém (Az én mesémet adom neked! – könyvborító, illusztráció (Ráth Lépcső Tudásközpont, 2017.)
- Puskás Erika Alessia: Roba di Tiberio – Tiberius holmija – illusztrációk (Magánkiadás, Biatorbágy, 2017.)
- Gábor Kerekes / Márta Müller: Kinderreime und Sprüche aus Werischwar – könyvborító (Deutsche Nationalitätenselbstverwaltung Werischvar, Pilisvörösvár, 2017.)
- Burgmann Detti: Palánkák – Tomi és a kosárlabda – illusztrációk (Magánkiadás, Pécs, 2018.)
- Burgmann Detti: Palánkák – Játékos feladatok óvodásoknak – illusztrációk (Magánkiadás, Pécs, 2018.)
- Ocskay Zsuzsanna: Bécike vigyáz a környezetére – illusztrációk (Magánkiadás, Székesfehérvár, 2019.)
- Útlevél a zene világába – grafika, illusztrációk (Pannon Filharmonikusok, Pécs, 2019.)
- Suttogások a fák között/Whispers in the trees – könyvborító (Europe Village Kft., 2020.)
- Ocskay Zsuzsanna: Lujzi új barátja – illusztrációk (Magánkiadás, Székesfehérvár, 2020.)
- Somogyi Zsuzsanna: Belső tisztaság, sugárzó egészség – könyvborító, illusztrációk (Natur Patika Kft., Sopron, 2021.)
- eFairytales projekt – interaktív mobilalkalmazás, illusztrációk (2021.)[2]

## Közösségi szerepvállalás
- Az Epilepsziás Gyermekekért Alapítvány támogatása naptárak, illusztrációk, festmények, nyomatok (2017, 2018, 2019, 2020)
- Shunt-os Életek Alapítvány támogatása (2021)

## Magánélete
2021 óta a Zengő lábánál lévő Hosszúhetényben él.